# Evermore (gruppo musicale)
Gli Evermore sono un gruppo musicale rock alternativo originario di Feilding, Nuova Zelanda, e adesso risiedenti a Melbourne, in Australia.
La band è formata dai fratelli Hume – Jon (voce e chitarra), Peter (tastiere, basso, piano, voce) e Dann (percussioni, voce). La band ha pubblicato tre album vincitori del disco d'argento, Dreams (2004), Real Life (2006) e Truth of the World: Welcome to the Show (2009), è stata nominate a tre ARIA Awards (Australian Recording Industry Association Music Awards), ed ha vinto due Vodafone New Zealand Music Awards.

## Storia
Gli Evermore sono formati dai fratelli Jon, Peter e Dann. Jon è nato in Australia, mentre Peter e Dann sono nati in Nuova Zelanda. I tre fratelli sono cresciuti e hanno frequentato la scuola a Feilding, in Manawatu-Wanganui. Si avvicinarono alla musica sin da piccoli grazie ai loro genitori, e ascoltavano in continuazione la loro collezione di dischi. Il nome “Evermore” nacque nel 1999, ripreso dalla canzone dei Led Zeppelin. Jon dice che i genitori del trio li hanno fortemente incoraggiati a dedicarsi alla musica: “Hanno sempre voluto che facessimo qualcosa di creativo… Niente era troppo rischioso”.

### L'ascesa al successo (2000-2003)
Nel 2000 gli Evermore parteciparono al Rockquest insieme a Richard Higham, che al tempo suonava il basso nel gruppo. Ebbero un grande successo nella gara, ed utilizzarono il premio in denaro per aiutare a finanziare il proprio studio, il Red Sky Studio.
Il primo EP degli Evermore, Slipping Away, venne pubblicato il 1º dicembre del 2002, con una tiratura di sole 300 copie. Tuttavia, l'EP veniva regolarmente trasmesso via radio su Triple J, e riuscì quindi a raccogliere un po' di attenzione per la band. Il loro EP successivo, Oil & Water EP, venne pubblicato il 13 gennaio 2003, e sfociò nel primo concerto del gruppo, supportato nuovamente dalla Triple J. My Own Way EP, il terzo EP del gruppo, uscì il 15 settembre 2003, e dopo di esso il gruppo partì in tour insieme al gruppo americano Brad.
Nell'agosto del 2003 gli Evermore apparvero sulla copertina del New Zealand Musician in seguito al successo ottenuto nel “Project NZM”, promosso dalla stazione radio ZM per richiamare l'attenzione sui gruppi emergenti.

### Dreams (2003-2006)
Dreams, l'album di debutto degli Evermore, uscì il 27 settembre 2004 in Australia. Raggiunse la quindicesima posizione nella classifica degli album dell'ARIA, e la trentesima posizione in quella della RIANZ. Dall'album vennero pubblicati tre singoli “It's Too Late”, “For One Day” e “Come to Nothing”, che ottennero delle modeste posizioni nelle classifiche.
I tre singoli vennero utilizzati in Australia e Nuova Zelanda per le pubblicità di O.C., e “It's Too Late” comparve anche nella serie. Venne pubblicata anche una versione remixata di “It's Too Late” insieme a Dirty South, intitolata “It's Too Late (Ride On)”, e comparve in numerose compilation.
Su Dreams gli Evermore lavorarono insieme al produttore Barrett Jones (Nirvana, Foo Fighters, Whiskeytown), che venne presentato al gruppo dai Brad durante il loro tour insieme. Nel febbraio del 2004 il gruppo si trasferì a Seattle per registrare.
Dreams differiva dai precedenti lavori "pop-rock dal sound retrò e basati sui riff", e inglobava piuttosto un sound più "ampoio" secondo Jon. Jon dichiarò di aver tratto l'ispirazione dai Silverchair e dai Muse, nonché dai Pink Floyd. Jon fece notare anche che l'intenzione iniziale del gruppo era quella di creare un concept album.
Il 20 dicembre 2005 il gruppo pubblicò The Lakeside Sessions Vol. 1, l'EP del live acustico disponibile sono su iTunes.

### Real Life (2006– 2008)
Il secondo album, Real Life, venne pubblicato dalla Warner l'8 luglio 2006. Raggiunse la quinta posizione della classifica degli album dell'ARIA e la seconda nella classifica della RIANZ, e rimase in entrambe per oltre un anno. Ottenne anche il disco di platino in Australia. Dall'album vennero pubblicati quattro singoli: “Running”, “Light Surrounding You”, “Unbreakable” e “Never Let You Go”. Di queste, “Light Surrounding You” si classificò meglio, diventando il primo singolo degli Evermore al top delle classifiche.
Real Life inizialmente fu registrato sulla Central Coast del Nuovo Galles del Sud, dove il gruppo passò tre mesi. Quindi la produzione si spostò a Easton (Maryland), per altri tre mesi, e continuò a registrare con il produttore John Alagía. Peter afferma “avevamo fatto già quasi tutto senza di lui...abbiamo lavorato con lui perché dovevamo – la compagnia di registrazione non ci avrebbe permesso di fare tutto per conto nostro.”
L'album fu mixato da Tom Lord-Alge (Green Day).
All'uscita dell'album seguì un tour in Nuova Zelanda e in Australia che iniziò a settembre. Nel giugno del 2006 gli Evermore aprirono il concerto per un altro gruppo che aveva condiviso il loro stesso percorso un decennio prima, anche loro provenienti dalla Nuova Zelanda per conquistare il successo mondiale a Melbourne. Così, si ritrovarono ad aprire il concerto degli Split Enz alla Rod Laver Arena a Melbourne. Il 17 novembre 2006 gli Evermore si esibirono ad un concerto di beneficenza: il Make Poverty History Concert a Melbourne, e suonarono “Stand By Me”. All'inizio del 2007 il gruppo suonò al Big Day Out, ed il 29 aprile fecero la loro apparizione al 2007 MTV Australia Video Music Awards per suonare “Light Surrounding You”.

### Truth of the World: Welcome to the Show (2008-oggi)
Il terzo album del gruppo, Truth of the World: Welcome to the Show, venne pubblicato il 20 marzo 2009 e debuttò al numero 14 della classifica ARIA. L'album fu preceduto da due singoli: il primo, “Between The Lines”, uscì come download gratuito dal sito del gruppo il 10 novembre 2008; il secondo singolo, “Hey Boys and Girls (Truth of the World pt.2) uscì il 3 febbraio 2009. Raggiunse la quinta posizione delle classifiche neozelandesi e la quarta in quelle australiane. Il loro nuovo singolo “Can You Hear Me?” venne pubblicato in radio l'11 maggio, ma fu disponibile nei negozi solo a partire dal 5 giugno, in concomitanza con la première del video. L'ultima canzone dell'album narra l'epica storia del personaggio principale, Max, che si schianta con l'auto in un fiume e si vede passare la vita davanti agli occhi.
Truth of the World è un concept album sui media spazzatura, la propaganda politica, la pubblicità e l'informazione. È stato registrato nello studio personale del gruppo a Melbourne in 18 mesi.

## Formazione
- Jon Hume - voce e chitarra
- Peter Hume - voce, tastiera e basso
- Dann Hume - voce, batteria

## Discografia

### Album in studio
- 2004 – Dreams
- 2006 – Real Life
- 2009 – Truth of the World: Welcome to the Show
- 2012 – Follow the Sun

### Raccolte
- 2010 – Evermore

### EP
- 2002 – Slipping Away
- 2003 – Oil & Water EP
- 2003 – My Own Way EP
- 2005 – The Lakeside Sessions Vol. 1